# Хеміш Невілл Френсіс Купер
Хеміш Невілл Френсіс Купер (англ. Hamish Neville Francis Cooper) — новозеландський дипломат. Надзвичайний і Повноважний Посол Нової Зеландії в Україні за сумісництвом (2012—2015).

## Життєпис
З 13 березня 2007 по 2012 рр. — Надзвичайний і Повноважний посол Нової Зеландії в Йорданії
З 24 січня 2013 року — Надзвичайний і Повноважний посол Нової Зеландії в РФ
З 28 березня 2013 року — Надзвичайний і Повноважний посол Нової Зеландії в Казахстані за сумісництвом.
З 5 липня 2013 по 2015 рр. — Надзвичайний і Повноважний посол Нової Зеландії в Україні за сумісництвом
З 3 жовтня року — Надзвичайний і Повноважний посол Нової Зеландії в Туркменістані за сумісництвом.
З 4 грудня 2013 року — Надзвичайний і Повноважний посол Нової Зеландії в Узбекистані за сумісництвом.
З 22 січня 2014 року — Надзвичайний і Повноважний посол Нової Зеландії в Киргизстані за сумісництвом.
З 18 листопада 2014 року — Надзвичайний і Повноважний посол Нової Зеландії в Таджикистані за сумісництвом.